# Historische fictie
Historische fictie is een literair genre waarbij prozaverhalen zich afspelen tegen een historische achtergrond. Daarbij worden historische feiten verweven met fictieve elementen. Het genre kent vele vormen, van historisch romans en toneelstukken tot  korte verhalen, en wordt wereldwijd beoefend. Historische fictie kan zowel educatief als vermakelijk zijn en biedt vaak inzicht in de sociale, culturele en politieke context van een bepaalde periode, terwijl het tegelijkertijd ruimte laat voor creatieve interpretatie.

## De geschiedenis van historische fictie
Het genre van historische fictie bestaat al duizenden jaren. Het kent een geleidelijke ontwikkeling van mythisch getinte vertellingen naar verhalen met een historische basis.

#### Oorsprong en vroege vormen
Al in de oudheid kwamen er verhalen voor die het verleden als uitgangspunt namen. De Griekse epische gedichten Ilias en Odyssee van Homerus spelen zich af tijdens de Trojaanse Oorlog, een oorlog die in het verre verleden lag van de Homerus en zijn tijdgenoten. Bovendien bevatten de verhalen veel mythologische elementen. 
Ook het Mesopotamische Gilgamesj-epos (ca. 2000 v.Chr.) en het Indiase Ramayana (4e eeuw v.Chr.) combineren historische figuren en gebeurtenissen met goden, monsters en magie.

#### Middeleeuwen
Tijdens de middeleeuwen werden verhalen over ridders en koningen, zoals die rond Koning Arthur, populair in Europa. Ze waren deels gebaseerd op historische figuren, maar bevatten vaak legendarische of bovennatuurlijke elementen. In Azië verschenen werken zoals Het verhaal van Genji (Japan), De drie koninkrijken (China) en islamitische kronieken als het Tughlaqnama. In West-Afrika werd de geschiedenis van Sundiata Keita, de stichter van het Malirijk, mondeling doorgegeven.

#### Ontwikkeling tot genre
Pas in de 19e eeuw kreeg historische fictie een eigen plaats als literair genre. Schrijvers als Sir Walter Scott, Victor Hugo, Leo Tolstoj, Charles Dickens en Alexander Dumas verwerkten historische gebeurtenissen en personages in hun romans. Sindsdien is het genre wereldwijd gegroeid en blijven auteurs het verleden gebruiken als inspiratiebron voor fictieve verhalen.